# Janne Oinas
Janne Oinas (Turku, 27 novembre 1973) è un ex calciatore finlandese, di ruolo difensore.

## Carriera

### Club
Oinas cominciò la carriera con la maglia del TPS, per poi passare in prestito agli svedesi dell'Örebro. Terminato questo periodo, rientrò al TPS, che lo cedette agli estoni del Lelle un anno più tardi. Sempre in Estonia, militò nelle file del Flora Tallinn, prima di accordarsi con i norvegesi del Kjelsås. Nel 1999, tornò in Finlandia per vestire la casacca dell'Inter Turku. Chiuse la carriera nel KaaPo, nel 2005.

### Nazionale
Conta 2 presenze per la Finlandia, collezionate nel 1998.